# برزة راحية
البرزة الراحية أو الرانفة  (بالإنجليزية: Thenar eminence)‏ عبارة عن بروز لحمي على الجانب الوحشي من راحة اليد. ينتج هذا البروز عن وجود ثلاث عضلات تتحكم بحركة الإبهام هي:
- العضلة القصيرة المبعدة لإبهام اليد.
- العضلة المثنية القصيرة لإبهام اليد.
- العضلة المقابلة لإبهام اليد.